# Kanton Cevallos
Der Kanton Cevallos befindet sich in der Provinz Tungurahua zentral in Ecuador. Er besitzt eine Fläche von 19 km². Im Jahr 2022 lag die Einwohnerzahl bei rund 10.400. Verwaltungssitz des Kantons ist die Ortschaft Cevallos mit 2500 Einwohnern (Stand 2010).

## Lage
Der Kanton Cevallos liegt westzentral in der Provinz Tungurahua. Das Gebiet liegt im Hochtal der Anden südöstlich der Provinzhauptstadt Ambato. Der Kanton wird im Osten vom Río Pachanlica begrenzt. 
Der Kanton Cevallos grenzt im Osten an den Kanton San Pedro de Pelileo, im Südosten an den Kanton Quero, im Süden an den Kanton Mocha, im Westen an den Kanton Tisaleo sowie im Norden an den Kanton Ambato.

## Verwaltungsgliederung
Der Kanton Cevallos ist deckungsgleich mit der gleichnamigen Parroquia urbana („städtisches Kirchspiel“).

## Geschichte
Der Kanton Cevallos wurde am 13. Mai 1986 gegründet.
Entwicklung der Einwohnerzahl im Kanton Cevallos bei landesweiten Volkszählungen zum jeweiligen Gebietsstand:
| Jahr                    | Einwohner | +/-    |
| ----------------------- | --------- | ------ |
| 1990                    | 5.964     | –      |
| 2001                    | 6.873     | 15,2 % |
| 2010                    | 8.163     | 18,8 % |
| 2022                    | 10.433    | 27,8 % |
| Datenherkunft: Wikidata |           |        |